# Ostra ruchowo-czuciowa aksonalna neuropatia
Ostra ruchowo-czuciowa aksonalna neuropatia (ang. acute motor-sensory axonal neuropathy, AMSAN) –  forma aksonalna zespołu Guillaina-Barrego. 
Charakteryzuje się ostrym uszkodzeniem aksonu z niewielkim rozpadem mieliny i minimalnym naciekiem zapalnym. Makrofagi znajdują się w przestrzeni periaksonalnej i w obrębie aksonu.